# 王國之心 夢中降生
《王國之心 夢中降生》是由史克威爾艾尼克斯開發的PlayStation Portable角色扮演遊戲，王國之心系列新計劃之一，簡稱「KHBBS」。遊戲時間是設於《王國之心》之前，主要關於《王國之心II》中隱藏片段中的泰拉（Terra）、菲恩圖斯（Ventus）和亞克雅（Aqua）。

## 系統
《夢中降生》是一款單人動作角色扮演遊戲，遊戲方式與之前系列相似。

## 簡介
《夢中降生》的故事是在第一款遊戲《王國之心》之前，是關於「鍵刃大師(Keyblade masters)」的前傳遊戲，與《王國之心II》中隱藏片段有關聯。遊戲會分為3個劇本，會以3位鑰刀學徒為中心，找尋失蹤的鑰刀大師「大師 賽亞諾特（Master Xehanort）」，他的失蹤成為災難的前兆。

## 登場人物
與王國之心系列一樣，《夢中降生》仍會加入許多迪士尼的人物以及原創人物。確定登場的新人物有泰拉、菲恩圖斯、亞克雅、大師賽亞諾特、白雪公主及其故事相關人物、灰姑娘及其故事相關人物和睡美人及其故事相關人物另外還有Final Fantasy VII中的札克斯·菲爾（Zack Fair）也會登場。

### 主要人物
泰拉（Terra，聲：置鮎龍太郎）
本作三名主角之一，夢想成為鍵刃大師（Keyblade Master），與同門的菲恩圖斯、亞克雅一同在艾拉庫斯大師下修行的強壯青年，特徵是留著褐色中分的雙側短髮，後方頭髮過肩，紫藍色雙眼，穿著寬口的跨褲，左肩配有護肩（用來開啟裝甲和飛行器），較擅長強力打擊。雖然是一心憎惡邪惡、信奉正義的人，也有因為太過耿直而被花言巧語所騙的一面。於鍵刃大師資格試驗中未能通過，並被其師艾拉庫斯指出不能控制心中的黑暗，則賽亞諾特私下對泰拉指引「不要消滅心中的黑暗，而是要掌控它」。
後來接受尋找失蹤的賽亞諾特以及消滅名為無知者的怪物們的任務，而到各個世界去旅行，遇見了賽亞諾特，得知操控無知者們的少年瓦尼塔斯是從菲恩的心中抽取出來的純粹的黑暗，也在旅行中感覺到自己心中的黑暗，也從各個世界學到了不少正面事，像是相信著夢想、以自己堅信的規則前進、與自己重視與朋友的牽絆等，在光輝庭院（後為本傳的虛空城）發現亞克雅因艾拉庫斯的命令而監視著自己是否接近黑暗，而認為自己被懷疑且不再被相信（事實是艾拉庫斯關心他而這麼做的）且被賽亞諾特的花言巧語給欺騙，而接近了黑暗。
在奧林帕斯競技場（大力士）中，於決賽中打倒了受哈迪斯法術而被黑暗控制的札克斯而成為了該世界家喻戶曉的傳說英雄。在旅途中受到光的指引，而到了命運之島，遇到了還是小孩的里克及索拉，得知里克想到外面的世界的理由（變強，然後保護重要的人）後，讓里克進行了鍵刃的繼承儀式，使其成為鍵刃的繼承人。
之後從賽亞諾特得知菲恩知道了自己的過去，而到啟程之地向艾拉庫斯尋求事實，泰拉趕回啟程之地，目睹了艾拉庫斯要消滅菲恩的畫面，為了保護菲恩，使用了黑暗的力量，但也使用了光之門將菲恩送到了命運小島，然後與艾拉庫斯展開了對決，將艾拉庫斯打倒後，泰拉想請求艾拉庫斯原諒他，艾拉庫斯原諒他時，卻被賽亞諾特補上最後一擊而被消滅，並告知泰拉到鍵刃墓地，將會是最後一次見到菲恩和亞克雅並墜入黑暗，將啟程之地毀滅後離開，泰拉得知自今是被賽亞諾特所欺騙，也起身到了鍵刃墓地。
泰拉在鍵刃墓地遇見了亞克雅和菲恩，得知賽亞諾特的目的是利用菲恩完成X刃，並再次讓古老的傳說鍵刃戰爭再次重現，三個人鎧甲化後並各自進行了戰鬥，在戰鬥中，賽亞諾特召喚出了王國之心，泰拉與賽亞諾特對決，被賽亞諾特激怒而使出更強大的黑暗力量，打倒了賽亞諾特，同時，X刃完成後散發出來的光柱讓兩人得知X刃完成了，賽亞諾特此時告知泰拉至今以來要利用他來達成的另外一個目的 ─ 奪取泰拉的身體來取代自己的年老身體當作容器，賽亞諾特將自己的心取出並讓心衝向泰拉，泰拉在賽亞諾特的心侵入自己的心之前再次使用了可以抵擋黑暗力量的鎧甲，但心並不是黑暗，且泰拉的內心也已經有了強大的黑暗，因此身體還是被奪走，正當奪走泰拉身體的賽亞諾特要離開時，泰拉為了阻止賽亞諾特的計畫並保護菲恩及亞克雅，在自己的鎧甲上留下了思念，泰拉的思念與賽亞諾特對決並打倒賽亞諾特後，也跟著在鍵刃墓地沉睡了。
泰拉的思念後來成為二代的隱藏BOSS，遇見索拉後看到索拉召喚出鍵刃準備戰鬥的姿態，思念大聲怒喊著賽亞諾特的名字後並起身與索拉戰鬥。
名字「Terra」拉丁語詞彙，代表「大地」之意。
- 鍵刃「撼地神牛」（Earthshaker）

泰拉所使用的初始鍵刃。深褐色主體、黃銅色的邊色調，前端為突出兩個錘狀，護手的雙彎呈青色，把手尾端連有一條紅色圓珠的扣鏈。危急率為25%，損壞率x1.2。注重攻擊力，範圍短但各能力平衡。此鍵刃同時也反映著名字「Terra」，滑翔機造型也是如此。
菲恩圖斯（Ventus，聲：內山昂輝）
簡稱「菲恩」，在三位主角之中年紀最小，性格活潑，總是對各種各樣的東西充滿著興趣。因蒙面人瓦尼塔斯的話語，使菲恩圖斯追隨著泰拉的腳步，第二個到達外面世界的人。特徵是金色豎天的金色短髮，藍色眼睛的少年，左肩戴有護肩（用來開啟裝甲和飛行器），習慣反手握著鍵刃戰鬥，各方面能力較為平均。以前為賽亞諾特大師的弟子，後來賽亞諾特確定菲恩圖斯不適合當容器後，強行抽出他心中的暗，由此產生瓦尼塔斯（vanitas），以此將二人作為X刃的原料—純粹的光之心和純粹的暗之心。
但由於瓦尼塔斯過於強大，並產生了無知者，這卻造成菲恩圖斯的心崩壞，由於無法達至光與暗的平衡就無法創造出X刃，賽亞諾特把菲恩圖斯放在命運小島（KH1主角索拉的故鄉）的樹上，期間菲恩圖斯的心由索拉的心主動補完了空缺部分，鑰刀再次出現在菲恩圖斯的手中，這也就是洛克薩斯（索拉的無形者）長得跟菲恩圖斯一樣的原因。後來，賽亞諾特把失去記憶的菲恩圖斯送到艾拉庫斯撫養，菲恩圖斯在泰拉和亞克雅逐漸恢復開朗。
菲恩圖斯在尋找泰拉時意外地在童話森林中被小矮人一度誤認成偷寶石的小偷，還救了在森林中的白雪公主。後在仙履奇緣中和老鼠傑克一同幫助灰姑娘製作禮服，使她能夠去參加舞會。菲恩圖斯在一荒野中和瓦尼塔斯展開對戰敗北且正要被解決時，米奇突然出現救了他，並在兩人同心協力戰鬥下成功擊退了瓦尼塔斯。
故事後期，菲恩圖斯和泰拉、亞克雅一同在鑰刀墓地迎戰賽亞諾特大師和瓦尼塔斯，自己被賽亞諾特凍結，眼看亞克雅就要被瓦尼塔斯殺死時菲恩圖斯自行脫困了冰凍而上前和對手交手。勝利後菲恩圖斯接著又在心像世界中擊敗了黑暗的心（瓦尼塔斯），但這也造成X刃毀滅，他的心也消失在自己的心像世界，索拉將他的心寄存於自己身上，而身體被亞克雅放置在起程之地中（現在的忘卻之城）。
名字「Ventus」拉丁語詞彙，代表「風」之意。
- 鍵刃「天性之風」（Wayward Wind）

菲恩圖斯所使用的初始鍵刃。一把光明鍵刃。主體色是黑褐色，帶有部分黃銅色，前方呈鋸齒斧形，不對稱的斜方手把，把手尾端連有一條螺旋狀的扣鏈。危急率為50%，損壞率x1.35。此鍵刃較容易揮動，範圍短但各能力平衡。此鍵刃同時也反映著名字「Ventus」，滑翔機造型也是如此。
亞克雅（Aqua，聲：豐口惠）
三位主角之中唯一的女性，在經過大師資格考試後成為了鍵刃大師（KeybladeMaster）。特徵是藍色過肩的頭髮，青藍色瞳孔，雙手穿戴寬口衣袖和裝甲（用來開啟裝甲和飛行器）的冷靜少女，擅長以輕快的魔法戰鬥。正義感強，認為泰拉和菲恩圖斯兩人的感情好得就如同兄弟一般，在大師資格考試前還自行製作羈絆護符送給另外兩人。亞克雅接受艾拉庫斯觀察泰拉的使命，是最後一個到達外面世界的人，一直在各個世界尋找菲恩圖斯和監察泰拉的行動。在光輝庭院期間，成功與米奇保護了凱莉，並無意間把鑰刀繼承了給她，後與瓦尼塔斯展開交戰，在欲想將其面具脫下時瓦尼塔斯突然起身離開而未成功。後來在不思議之塔得知艾拉庫斯被殺。
於是前往鍵刃墓地，先與布萊格（XIII機關2號成員前身）交戰，後被瓦尼塔斯打至昏倒。醒來後發現瓦尼塔斯已佔領菲恩圖斯，與米奇一同對抗瓦尼塔斯，但在不敵對方攻勢時亞克雅的鍵刃似乎因為是對同伴的思念而發光，亞克雅便起身將對手的X刃破壞，把X刃破壞後被米奇救到了伊恩西德那邊。後帶著失去心的菲恩圖斯回到起程之地，利用艾拉庫斯大師的鍵刃把起程之地改變成忘卻之城，讓來到的人的記憶忘卻在彼方，用以保護菲恩圖斯的身體。
在光輝庭院再次遇上泰拉，為了救他而墜入了暗的世界，而自己的鎧甲和鍵刃和泰拉一起留在光輝庭院。在《王國之心II》的XIII機關事件後在黑暗世界遇上智者安森，並從他口中得知索拉的故事。
名字「Aqua」拉丁語詞彙，代表「水」之意。
- 鍵刃「瞬變之雨」（Rainfell）

亞克雅所使用的初始鍵刃。一把光明鍵刃。金屬藍色的主體劍身，前方大致呈半邊菱形，白色雙上彎的護手，把手尾端連有一條呈水滴的扣鏈。危急率為25%，損壞率x1.2。擅長魔法的鍵刃，範圍短但各能力平衡。此鍵刃同時也反映著名字「Aqua」，滑翔機造型也是如此。
米奇（Mickey，聲：青柳隆志）
迪士尼城堡國王的國王。一名鍵刃使者，但被伊恩西德認為還尚未成熟。原本作為伊恩西德的弟子並在其下修行，但在察覺世界的異變時利用道具「星之碎片（Star Shards）」跑出（被泰拉撞見）。在菲恩圖斯險被瓦尼塔斯解決時拯救了他，並和他一同合力將敵人擊退，但之後便失去了行蹤。在光輝庭院時和亞克雅一同幫助了凱莉不受無知者侵擾。在鍵刃墓地中和亞克雅一同對抗外面世界的瓦尼塔斯，在X刃破壞時將漂於宇宙的菲恩圖斯、亞克雅帶到了不思議之塔。
- 鍵刃「星空探索者」（Star Seeker）

米奇在本作所使用的鍵刃。劍身為淺紫色並有許多星星的圖案，前端則是月亮包著星星的造型，雙星星為中央的護手，把手尾端連有一條呈月亮的扣鏈。亦在《最終幻想XIII-2》登場。
艾拉庫斯大師（Master Eraqus，聲：井上真樹夫）
傳說中的鍵刃大師（KeybladeMaster）之一，泰拉、菲恩圖斯、亞克雅三人的師父。特徵是綁有黑色髮髻，蓄著鬍鬚和傷疤，有著外表嚴正、內裏溫柔性格的男子，決心要消滅黑暗，將三位徒弟皆當作自己的小孩般疼愛。擁有強大的光明力量，能使用鍵刃來封印有著X刃的菲恩圖斯。過去在得知朋友賽亞諾特大師所追求的X刃時，艾拉庫斯試圖前往阻止但仍沒有成功，且還在臉上還被對方留下了兩道傷疤。在世界發生異變時接獲老友伊恩西德的通知，他感到這件事與失蹤的賽亞諾特或許有著某種聯繫，於是他派泰拉去尋找賽亞諾特大師的下落，後因擔心後者安危便命令亞克雅前去監視泰拉、尋找菲恩圖斯。
在菲恩圖斯向自己詢問起自己的身世時艾拉庫斯回想起以前自己無法阻止賽亞諾特而感到後悔，艾拉庫斯便決心拔起鍵刃要將為X刃的菲恩圖斯封印，但在泰拉的阻止下使菲恩圖斯被強制送離。後艾拉庫斯逼不得已和泰拉戰鬥，因不敵對方的黑暗力量而倒下，正當艾拉庫斯原諒了泰拉的行為之於被突然出現的賽亞諾特以黑暗魔法重傷背部，艾拉庫斯便此消失，唯只留下他所使用的一把鍵刃。
名字是「スクウェア（SQUARE）」的變位詞。
- 鍵刃「大師守護者」（Master Keeper）

艾拉庫斯大師所使用的鍵刃。一把光明鍵刃。劍身為黑色的圓直，前端並突出「E」形，白色的護手處成封閉的方造形，把手尾端連有一條大師資格考試標誌的扣鏈。攻擊距離長。此鍵刃同時也反映著「Master」，名字中的「Keeper」意味著「監護人」之意。
賽亞諾特大師（Master Xehanort，聲：大塚周夫）
本作BOSS。傳說中的鍵刃大師（KeybladeMaster）之一，艾拉庫斯大師的朋友。特徵是有著異樣金色瞳孔的中年男性，雖然是個年邁人士但卻具有能將菲恩圖斯單手抓起的力量，且還具有能將地表升起的能力，此外還能不需穿著盔甲就能自由穿梭其他世界。強烈表示光和暗必須同時存在，才能達到平衡，和艾拉庫斯的想法產生了對立。為了自己所追求的X刃而用盡各種方法，當察覺時自己就已是個老人，便開始企圖尋找替代的容器。過去是菲恩圖斯的師父，在了解菲恩圖斯並不適合當自己的容器後，便強行抽出他心中的暗，由此產生瓦尼塔斯（vanitas），以此將二人作為X刃的原料—純粹的光之心和純粹的暗之心。在讓艾拉庫斯得知自己追求的X刃時為了不讓他阻止而出手攻擊了艾拉庫斯，使對方的臉上留下了傷疤。
在故事的主角泰拉、亞克雅進行大師資格測試時被艾拉庫斯大師請來做見證人，其中動了手腳使得用來試驗的光球暴走，之後還告訴泰拉「不要消滅心中的黑暗，而是要掌控它」。賽亞諾特大師和世界各地所發生的異變也有所關連，之後便開始和瓦尼塔斯一同離間和利用三位主角。
為找尋肉體和製作X刃，他透過純粹的光和純粹的暗互相平衡和合體，再次組成X刃，召喚出古代完整的王國之心。最終在鍵刃墓地中和三位主角展開決戰，由對方破壞此計劃，但他也得到泰拉的身體，變成T-賽亞諾特（T-Xeharont），之後又和穿著盔甲的泰拉展開戰鬥，但最終仍不敵敗北而陷入王國之心消失所發的光。
名字是「No Heart + X」或「Another + X」的變位詞。
- 鍵刃「賽亞諾特的鍵刃」（Master Xehanort's Keyblade）

賽亞諾特大師所使用的鍵刃（在得到泰拉的身體時使用另一把鍵刃）。一把黑暗鍵刃。主體為黑灰色，劍身呈中空，前方突出如戰斧形並有一隻眼睛，護手似翅膀，劍中央有惡魔臉孔的造型，把手尾端連有一條有眼睛的短扣鏈。能操縱黑暗力量。「賽亞諾特的鍵刃」為官方記載名，此鍵刃本身沒有名字。於《王國之心 3D》亦有登場。
瓦尼塔斯（Vanitas，聲：入野自由）
本作另一位BOSS。戴著全罩式頭盔的蒙面人，又稱面具少年（The Masked Boy），穿著與《王國之心 記憶之鍊》中複製人里克相似的緊身衣，瓦尼塔斯的則是為黑底紅紋的衣裝。是賽亞諾特大師的弟子。具有操控並騎乘在鍵刃墓地中的大量鍵刃。在啟程之地引誘菲恩圖斯去尋找泰拉，由此令菲恩圖斯到外面的世界，在《王國之心 夢中降生》，他不停阻礙夢中降生三個角色的行動，並加以分離他們。到後來知道他是菲恩圖斯心中黑暗面分裂出來，並且是UNVERSED（無知者）的創造者，他把自己的負面感情分裂成無知者來擾亂各個世界，後來發現他的臉和索拉一模一樣（瓦尼塔斯是為黑髮金瞳的樣子），原因是索拉補完了菲恩圖斯心中本來是瓦尼塔斯的那部分，所以顯示出是索拉的臉，後來強行與菲恩圖斯合體，雖然組成X刃但仍尚未完全，最後在心像世界敗給了菲恩圖斯，在外面的世界敗給了亞克雅，終分裂消散。
名字「Vanitas」拉丁文的「空」，這個「空」字意指「虛空」之意。
- 鍵刃「虛空齒輪」（Void Gear）

瓦尼塔斯所使用的鍵刃。劍身前端為黑色和紅色調的齒輪形，手柄是紅色的，中央有似爬蟲生物的眼睛，把手尾端連有一條有半切齒輪的扣鏈。在最後結局的瓦尼塔斯Remnant，所使用的是為造型相同但無色彩的虛空齒輪。攻擊距離長。此鍵刃同時也反映著名字「Vanitas」。

### 光輝庭院
布萊格（Braig，聲：大塚芳忠）
賽亞諾特大師手下。蓄著向後梳的黑色頭髮，個性冷血輕浮的好戰男性，武器為雙槍，擅長連射型的遠距離攻擊。和賽亞諾特合作一同欺騙泰拉，因此假裝將賽亞諾特捉住使得泰拉和自己在光輝庭院的地下室中交戰，但沒料到被解放黑暗力量的對方弄傷，便此失去了右眼，左臉頰還留下了一道傷疤，在察覺自己無法戰勝對方的情況下快速逃脫。在鍵刃墓地中再次登場，並和亞克雅對戰敗北，最後在察覺自己已為賽亞諾特拖足了時間時便隨即逃走。即XIII機關中的No.2席格巴爾（Xigbar）的前身。
艾雷伍斯（Aeleus，聲：立木文彦）
守護光輝庭院的親衛隊。特徵是褐色頭髮，手持斧武器的男子，比起言語更喜歡用行動說話的人。即XIII機關中的No.5雷克賽斯（Lexaeus）的前身。
迪蘭（Dilan，聲：秋元羊介）
守護光輝庭院的親衛隊。為手持長槍，留著黑色馬尾的壯漢，異於外表的是有著相當出色的口才。即XIII機關中的No.3薩爾丁（Xaldin）的前身。
伊文（Even，聲：野澤那智）
光輝庭院的科學家，為留著棕色長髮的削瘦男性，收容了無父無母的言佐。在第一眼見到菲恩圖斯時認為在他的心中沒有黑暗。之後在言佐被菲恩圖斯拯救時出面感謝對方，並在向他告知泰拉的去向後伊文認為自己和菲恩圖斯應該還會再見面。即XIII機關中的No.4維克森（Vexen）的前身。
言佐（Ienzo，聲：石田彰）
被伊文和伙伴們扶養的孤兒。特徵是銀色瀏海遮住右眼，藍色眼睛，身著白色研究服的少年，沉默寡言，總是表現一副正在觀察的模樣。在被UNVERSED（無知者）襲擊時被菲恩圖斯所救。即XIII機關中的No.6傑克西恩（Zexion）的前身。
艾薩（Isa，聲：佐藤銀平）
里亞的朋友。特徵是藍色短髮，綠色瞳孔，穿著左胸有月亮圖案的高領上衣的少年，平時性格成熟冷靜，但對好友偶爾也會說些玩笑話。在里亞敗給菲恩圖斯時要他趕快上路。即XIII機關中的No.7賽克斯（Saix）的前身。
里亞（Lea，聲：藤原啟治）
艾薩的朋友。特徵是紅色刺蝟頭，綠色眼睛，戴著圍巾，個性開朗的少年，武器是雙飛盤。在表示菲恩圖斯的木製鍵刃是幼稚的玩具時，主張自己要和對方交手，但在輸給菲恩圖斯時還被艾薩諷刺了一番。即XIII機關中的No.8亞克賽爾（Axel）的前身。
凱莉（Kairi）
和祖母一同住在光輝庭院的短髮女孩。在受到無知者侵擾時被經過的亞克雅拯救，為了報答亞克雅而將摘的花送給她，亞克雅便將鍵刃繼承給凱莉，後被祖母接回。

### 其他人物
無知者（Unversed）
正名是「未精通生命之物」，《王國之心 夢中降生》主要敵人，據說在蒙面少年出現的世界就會出現這種生物，它們有不同種類，各種種類表達著不同的負面感情，它們會因人的負面感情而召喚到來，到世界到處搗亂，阻礙三位主角的行動，目的不明。
最終發知是瓦尼塔斯由自身感情分裂出來的生物，被打倒後只會回到瓦尼塔斯體內，由此循環使用。
伊恩西德（Yen Sid）
退休的鍵刃大師（KeybladeMaster），米奇的師父，和艾拉庫斯、賽亞諾特為舊識。身穿藍袍，頭戴魔法師的星星圖案尖帽，蓄著鬍鬚的男性，個性嚴厲但也關愛自己的弟子。在世界發生異變時立刻向艾拉庫斯報告其消息，並對擅自跑出去的米奇感到憂心。
札克斯（Zack，聲：鈴村健一）
在奧林帕斯競技場中登場。戴著銀色的頭盔，留著黑色中分短髮，藍色眼睛，常以笑容迎人的青年，武器是劍。原本要在競技場中和泰拉交手，但因被哈迪斯的法術操控而獲得黑暗力量且行動還被其控制，幸虧在泰拉的幫助下成功解脫，最後札克斯還表示泰拉很像是自己所崇拜的一位英雄。
因求於菲洛斯收為徒弟，並和海格力斯一同在競技場戰鬥，但因無知者的出現使得兩人放棄其資格而出面與菲恩圖斯並肩作戰。後又在競技場中敗給了亞克雅，在亞克雅要離開時表示當自己當上英雄時，就要和她約會，使亞克雅有些不知所措。
實際角色全名為「札克斯·菲爾（Zack Fair）」，但在本作中只有設定札克斯這個名字。
索拉（Sora）
和好友里克一同生長在命運小島的少年，個性活潑開朗，特徵是褐髮，藍色瞳孔。在看到在海邊看海的泰拉仍不以為意。被亞克雅認為索拉和菲恩圖斯很像。
里克（Riku）
和好友索拉一同生長在命運小島的少年，特徵是銀髮，青色眼睛。想到外面的世界的理由是「變強，然後保護重要的人」。讓泰拉對他進行了鍵刃的繼承儀式後，使其成為鍵刃的繼承人。被亞克雅認為里克和泰拉很像。

## 情況
《夢中降生》是與《358/2天》及《編碼》一起在2007年9月20日於東京電玩展公開的王國之心系列新計劃，在東京電玩展中史克威爾艾尼克斯的"Closed Mega Theater"上播放一段40分鐘宣傳片。遊戲監製為野村哲也，聯合監製為安江泰，製作人為Patrick Chen，聯合製作人為吉本陽一，執行製作人為橋本真司。
監製野村哲也於2007年初公開會製作與之前不同的掌上型遊戲機遊戲，遊戲的物理圖像引擎會使用《核心危機：最終幻想VII》中使用的相同引擎。

## 相關歌曲
片頭CG配樂：《光- PLANITb Remix》

## 外部連結
- 王國之心 夢中降生 官方網站 （页面存档备份，存于）
- 王國之心系列 官方網站（页面存档备份，存于）
- 王國之心系列新計劃新聞稿 （页面存档备份，存于）